# Hesse
Hesse (en alemán: Hessen, pronunciado /ˈhɛsn̩/ (escucharⓘ), abreviado HE), o Hessia, es uno de los 16 estados federados de Alemania. Tiene una superficie de 21 114,72 km² (séptimo mayor estado, con el 5,91% del territorio alemán) y una población, a 31 de agosto de 2018, de 6 265 809 hab, quinto estado más poblado. Limita al norte con Baja Sajonia, al oeste con Renania del Norte-Westfalia y Renania-Palatinado, al este con Baviera y Turingia y al sur con Baden-Württemberg.
La capital del estado es Wiesbaden, la ciudad más poblada es Frankfurt am Main. Otras grandes ciudades son las dos históricas ciudades residenciales de Darmstadt y Kassel, así como Hanau y Offenbach am Main. La parte sur del país, el distrito administrativo de Darmstadt-Dieburg, donde se encuentra el núcleo de la zona transfronteriza entre el Rin y el Meno, es una de las regiones más densamente pobladas y económicamente más fuertes de Alemania. Geográficamente, Hesse se caracteriza por tener cadenas montañosas bajas y bosques alejados de la llanura del Alto Rin. En Rheingau y en la Bergstrasse existen paisajes culturales típicos de la viticultura, y en numerosas regiones también hay huertos frutales con los que se produce el apfelwein, sidra, muy extendida en Hesse. Los dialectos hessianos pertenecen al área lingüística del fráncico renano del centro-oeste de Alemania.
Históricamente, lo que hoy es el estado de Hesse eran, después del Congreso de Viena de 1815, varias entidades político más o menos independientes: el Gran Ducado de Hesse, el Electorado de Hesse, el ducado de Nassau, la Ciudad Libre de Fráncfort, el principado de Waldeck, el landgraviato de Hesse-Homburg y la provincia prusiana del Rin alrededor de Wetzlar. Kurhessen, Nasáu, Hesse-Homburg (que pasó a Hesse-Darmstadt por herencia en 1866) y Frankfurt fueron anexionados por el reino de Prusia en 1866 y combinados como la provincia de Hesse-Nassau. Durante la República de Weimar, el antiguo Gran Ducado se convirtió en el republicano Estado Popular de Hesse y Waldeck pasó a formar parte del Estado Libre de Prusia en 1929. En 1944, la provincia de Hesse-Nassau se dividió en las provincias de Kurhessen y Nasáu. Después de la Segunda Guerra Mundial, el 19 de septiembre de 1945 se fundó el estado de Hesse con el nombre de Gran Hesse en la zona de ocupación estadounidense, siendo el primer estado de la República Federal que aún hoy existe en recibir una nueva constitución democrática. La parte de Rin-Hesse, en la margen izquierda del Rin, que pertenecía al Estado Popular de Hesse, y parte de Nasáu cayeron en la zona de ocupación francesa y hoy pertenecen a Renania-Palatinado.

## Nombre
El nombre alemán Hessen, al igual que los nombres de otras regiones alemanas (Schwaben, «Suabia», Franken, «Franconia», Bayern, «Baviera», Sachsen, «Sajonia») deriva del dativo plural del nombre de los habitantes o tribu epónima, los hesianos (Hessen, singular Hesse). El nombre geográfico representa un equivalente breve del antiguo nombre compuesto Hessenland ('tierra de los hesianos'). La forma del nombre en alto alemán antiguo se registra como Hessun (dativo plural de Hessi); en latín medieval aparece como Hassonia, Hassia, Hessia. El nombre de los hesianos continúa en última instancia el nombre tribal de los Chatti (catos). El antiguo nombre Chatti en el siglo VII se registra como Chassi, y desde el siglo VIII como Hassi o Hessi.
Los habitantes de Hesse se llaman hes[s]ianos (alemán: Hesse (masculino), plural Hessen, o Hessin (femenino), plural Hessinnen), con las variantes en español, hes[s]és, hesiense o hes[s]io
El término Inglés estadounidense «hessiano», usado para describir a las tropas auxiliares británicas del siglo XVIII, nació cuando el landgrave Federico II de Hesse-Kassel alquiló unidades del ejército regular al gobierno de Gran Bretaña para luchar en la Guerra Revolucionaria Americana. La forma inglesa Hesse era de uso común en el siglo XVIII, primero en los nombres con guiones de los estados de Hesse-Cassel y Hesse-Darmstadt, aunque la forma latina Hessia permaneció en el uso común en inglés hasta bien entrado el siglo XIX.
La Comisión Europea utiliza la forma alemana Hessen, incluso en contextos de idioma inglés, debido a la política de dejar nombres regionales sin traducir.
El elemento sintético hasio, número 108 de la tabla periódica, recibió su nombre del estado federado de Hesse en 1997, tras una propuesta de 1992.

## Geografía

### Estados vecinos
El estado federado de Hesse se encuentra en el centro-oeste de Alemania y posee una frontera en total de 1410 km de longitud. Esta se distribuye con respecto al estado federado de Renania del Norte-Westfalia (269,3 km), con Baja Sajonia (167 km), con Turingia (269,6 km), con Baviera (261,9 km), con Baden-Wurtemberg (176,5 km) y Renania-Palatinado (266,3 km).

### Composición natural
Posee regiones geográficas que forman parte de Parques Naturales. Este estado federado se encuentra en una zona montañosa alemana (denominada Mittelgebirgsschwelle).

### Sierras y montañas

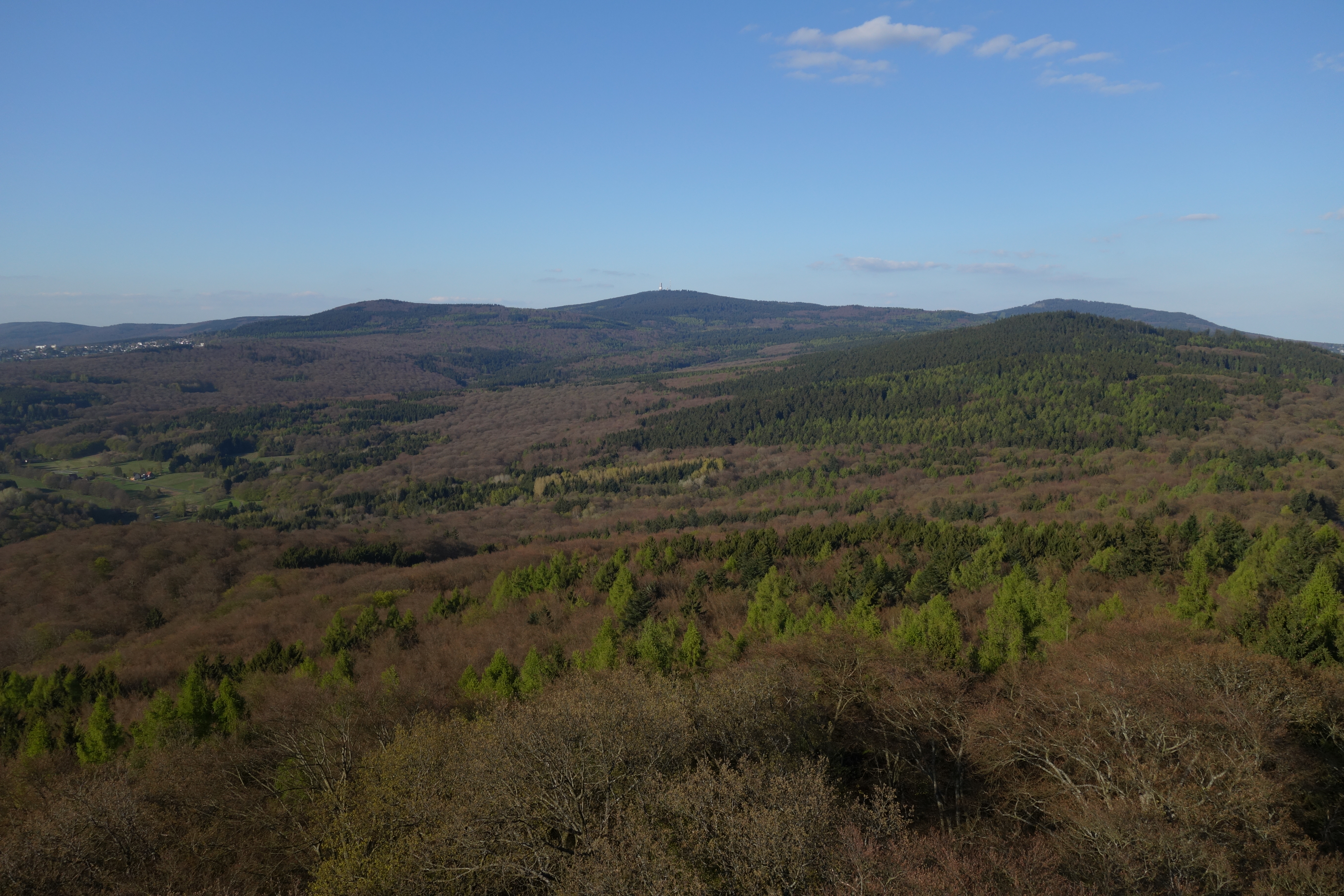
Paisaje de Taunus con el Großer Feldberg en el centro al fondo

El territorio de Hesse comprende algunas zonas montañosas, como el Rhön, Taunus, Upland (parte de Hesse que corresponde al Sauerland), Vogelsberg, Hoher Meißner, Selva de Keller, Selva de Kaufunger, Knüllgebirge, Selva de Habicht, Selva de Oden, Stölzinger Gebirge, Spessart, Selva de Schlierbach, Selva Schelder, Selva Seuling y Selva de Reinhard. La montaña más alta del estado es el Wasserkuppe (altitud de 950,2 m NN) en el Rhön.

### Hidrografía

#### Ríos

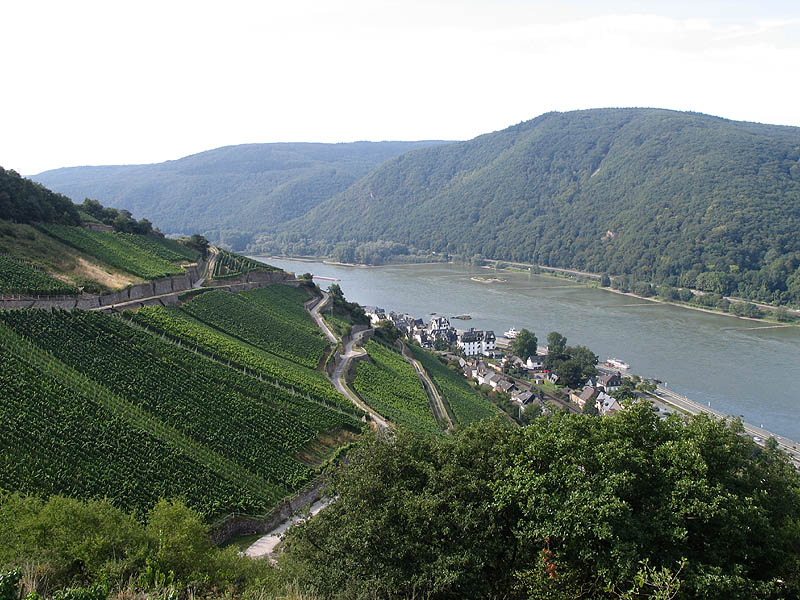
Paisaje fluvial en el Rheingau (Höllenberg)

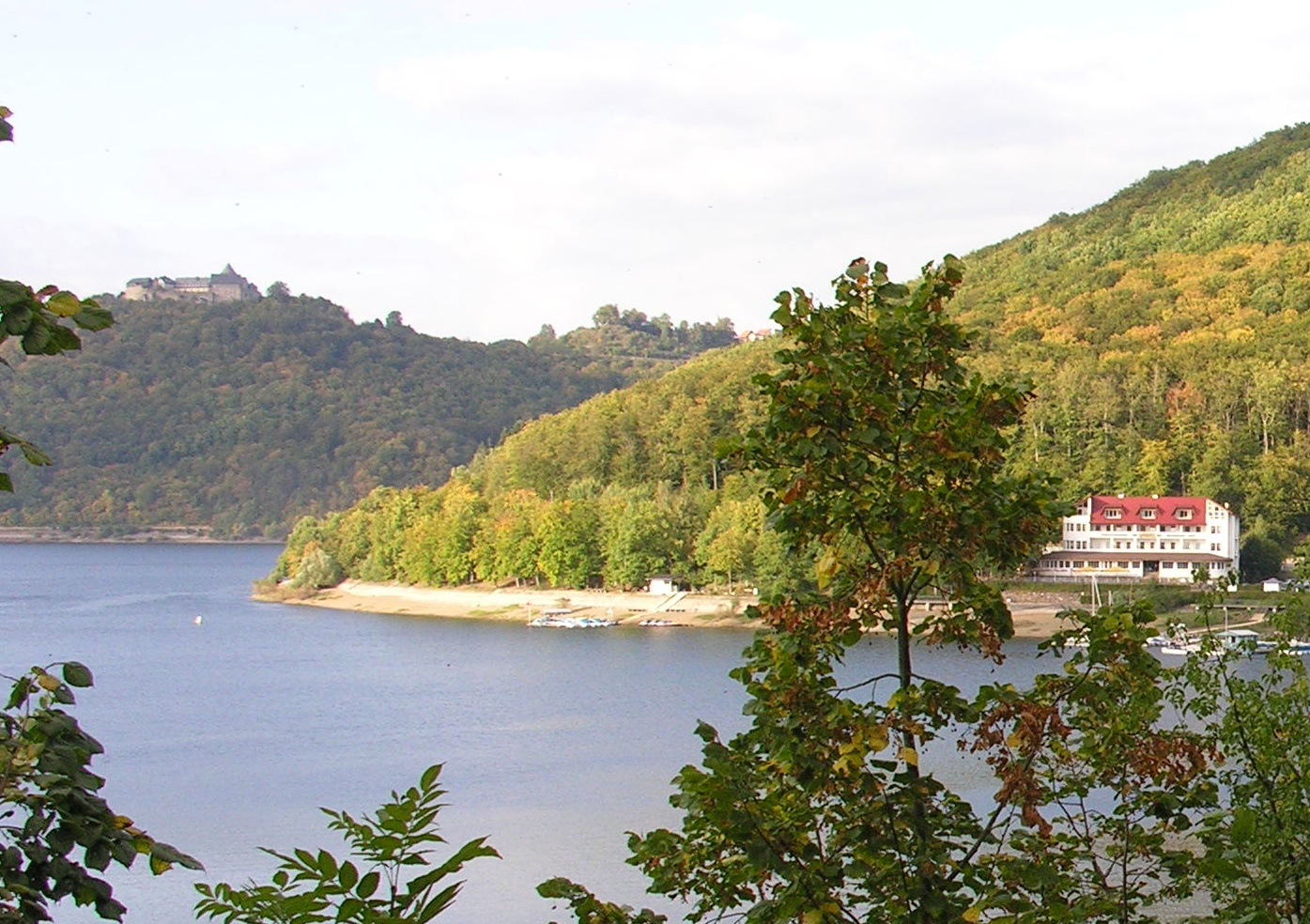
Lago Eder (2007)

El estado federado de Hesse es recorrido por diferentes ríos, algunos de los cuales transcurren solo dentro del estado, mientras que otros recorren solo parte del mismo. El Rin, al suroeste, constituye la frontera natural con el estado de Renania-Palatinado a lo largo de un tramo de 107 km. El Neckar hace de frontera natural al sur con el estado federado de Baden-Wurtemberg, mientras que el Werra y el Weser forman la frontera oriental.
El norte y el este de Hesse pertenecen a la cuenca del Weser], que atraviesa el país por el extremo norte. Sus ríos de origen, el Fulda y el Werra, atraviesan Hesse a lo largo de 215 km y 95 km respectivamente.
El resto del país, por el contrario, drena hacia el Rin; sus afluentes más importantes en Hesse son el Main y el Lahn, pero el Neckar también discurre un corto tramo por el extremo sur de Hesse. A continuación se enumeran todos los ríos que atraviesan Hesse con una longitud total de más de 100 km o un recorrido de flujo en Hesse de más de 50 km. Se indican la longitud en Hesse y toda la longitud.

#### Lagos
En Hesse no existen muchos lagos naturales. El mayor es el embalse del Éder (embalse de Eder) en el norte (Nordhessen). Otros lagos importantes son el Langener Waldsee, el Diemelsee, el Borkener See y el Werratalsee.

## Historia

### Antigüedad
Ya en la época paleolítica, la región central de Hesse estuvo poblada. Debido al clima favorable del lugar, la gente vivió allí hace alrededor de 50 000 años durante el último período glacial. Asimismo hay lugares de enterramiento que se conservan de esta época. Hallazgos de herramientas paleolíticas en el Hesse meridional en Rüsselsheim sugieren que los cazadores del Pleistoceno habitaron alrededor de hace 13 000 años.
La tumba de Züschen (en alemán: Steinkammergrab von Züschen, a veces también Lohne-Züschen) es un monumento de enterramiento prehistórico, ubicado entre Lohne y Züschen, cerca de Fritzlar, Hesse, Alemania. Clasificado como una tumba de galería o un cisto de piedra hessiano-westfaliano (hessisch-westfälische Steinkiste), es uno de los monumentos megalíticos más importantes de la Europa central. Se remonta al cuarto milenio a. C. (y posiblemente siguió usándose hasta principios del tercero), pertenece al final de la cultura Wartberg neolítica.
Una presencia céltica temprana en lo que es hoy Hesse está indicada por un enterramiento de estilo La Tène a mediados del siglo V a. C., descubierto en Glauberg. La región fue más tarde poblada por la tribu germánica de los catos alrededor del siglo I a. C., y el nombre de Hesse es una continuación de ese nombre tribal.
Los antiguos romanos tuvieron un campo militar en Dorlar, y en Waldgirmes directamente en las afueras orientales de Wetzlar había un asentamiento civil. Presumiblemente, el gobierno provincial para los territorios ocupados de la orilla derecha de Germania fue planeado en esta ubicación. El gobernador de Germania, al menos temporalmente, residió aquí probablemente. El asentamiento parece haber sido abandonado por los romanos después de la devastadora batalla del bosque de Teoteburgo en el año 9 d. C. Los catos se vieron implicados también por la rebelión de los bátavos en el año 69.

### Edad Media
Hessia, desde principios del siglo VII en adelante, sirvió como una zona de seguridad entre regiones dominadas por los sajones (al norte) y los francos, que dominaron la región al sur bajo a principios del siglo VI y ocuparon Turingia (al este) en 531. Hessia ocupa la parte noroeste del moderno estado alemán de Hesse; sus fronteras no estaban claramente delineadas. Su centro geográfico es Fritzlar; se extiende en el sudeste hasta Hersfeld a orillas del río Fulda, en el norte pasando Kassel y hasta los ríos Diemel y Weser. Hacia el oeste, ocupa los valles de los ríos Eder y Lahn (este último hasta que gira hacia el sur). Medía aproximadamente 90 kilómetros norte-sur y 80 norte-oeste.
La zona alrededor de Fritzlar muestra evidencias de creencias paganas significativas del siglo I en adelante. Geismar fue un foco particular de semejante actividad; fue ocupado continuamente desde el período romano en adelante, con un asentamiento que data de la época romana, que a su vez tuvo un predecesor en el siglo V a. C. Se han hecho excavaciones en el enterramiento de un caballo y se han hallado artefactos de bronce. Un posible culto religioso puede haberse centrado en un manantial natural en Geismar, llamado Heilgenbron; el nombre "Geismar" (posiblemente "piscina energética") en sí mismo puede derivar de ese manantial. El pueblo de Maden (Gudensberg), hoy una parte de Gudensberg cerca de Fritzlar y menos de diez millas de Geismar, fue probablemente un antiguo centro religioso; el afloramiento de basalto de Gudensberg se llama así por Wodan, y un megalito de cuarzo de dos metros de alto llamado el Wotanstein está en el centro del pueblo.
En torno a 650, los francos se establecieron como señores, lo que está sugerido por evidencias geográficas de enterramientos, y eran fortificaciones construidas en varios lugares, incluyendo Christenberg. Hacia 690, estaban tomando el control directo sobre Hessia, al parcer para contrarrestar la expansión de los sajones, quienes construyeron fortificaciones en Gaulskopf y Eresburg cruzando el río Diemel, el límite septentrional de Hessia. El Büraburg (que alrededor tenía un asentamiento franco en el siglo VI) fue uno de los lugares en que los francos se fortificaron para resistir la presión sajona, y según John-Henry Clay, el Büraburg fue "probablemente la construcción artificial más grande vista en Hessia durante al menos setecientos años". Las paredes y las trincheras realizadas en total se extendían un kilómetro y encerraban "8 hectáreas de una estribación que ofrecía una vista sobre Fritzlar y el corazón densamente poblado de Hessia".
Tras las incursiones sajonas en territorio cato en el siglo VII, se habían establecido dos gaue - uno franco, comprendiendo la zona alrededor de Fritzlar y Kassel, y uno sajón. En el siglo IX, el Hessengau sajón también pasó al dominio de los franconianos y en el siglo XII a Turingia.
En la guerra de sucesión de Turingia (1247-1264), Hesse obtuvo su independencia y se convirtió en un Landgraviato dentro del Sacro Imperio Romano Germánico.

### Edad Moderna
Alcanzó importancia primaria bajo el landgrave Felipe el Magnánimo, quien fue uno de los líderes del protestantismo alemán. Después de la muerte de Felipe en 1567, el territorio fue dividido entre los cuatro hijos de su primer matrimonio (Felipe era un bígamo) en cuatro líneas: Hesse-Kassel (o Hesse-Cassel), Hesse-Darmstadt, Hesse-Rheinfels y el previamente existente Hesse-Marburgo. Como las dos últimas líneas se extinguieron bastante pronto (1583 y 1605, respectivamente), Hesse-Kassel y Hesse-Darmstadt fueron los dos estados núcleo dentro de las tierras de Hesse. Varias líneas colaterales se separaron a lo largo de los siglos, tales como en 1622, cuando Hesse-Homburg se separó de Hesse-Darmstadt. A finales del siglo XVI, Kassel adoptó el calvinismo, mientras que Darmstadt siguió siendo luterana, y posteriormente las dos líneas a menudo se encontraron en lados diferentes de un conflicto, principalmente en las disputas sobre Hesse-Marburgo y en la Guerra de los Treinta Años, cuando Darmstadt luchó del lado del emperador, mientras que Kassel se situó junto a Suecia y Francia.
El landgrave Federico II (1720-1785) gobernó como un déspota benevolente entre 1760 y 1785. Combinó las ideas ilustradas con los valores cristianos, planes cameralistas para el control central de la economía y un enfoque militarista hacia la diplomacia. Dotó de fondos a un tesoro agotado de la pobre nación ofreciendo como mercenarios a 19 000 soldados en formaciones militares completas a Gran Bretaña para combatir en Norteamérica durante la Guerra de Independencia de los Estados Unidos, 1776-1783. Estos soldados, comúnmente conocidos como hessianos, lucharon bajo bandera británica. Los británicos usaron a los hessianos en varios conflictos, incluida la rebelión irlandesa de 1798. Para obtener más fondos, los soldados actuaban como mercenarios en otros sitios. La mayor parte de ellos eran reclutados a la fuerza, con su paga yendo al landgrave.

### SigloXIX

Armas de Hesse-Kassel (1815-1866)

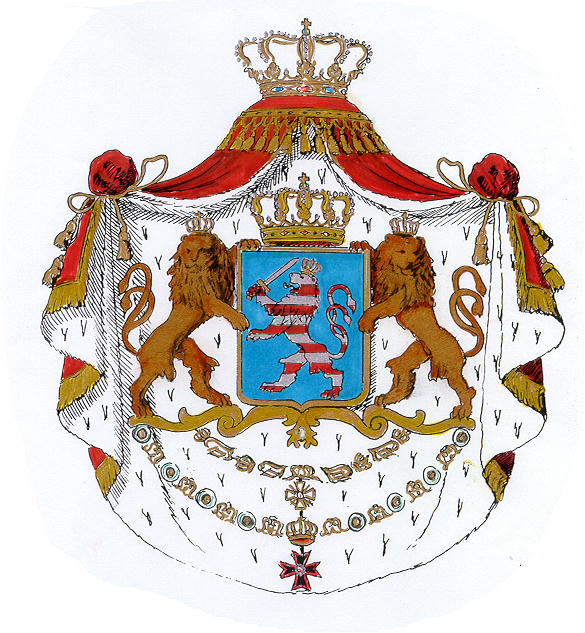
Armas del Gran Ducado de Hesse

El gobernante de Hesse-Kassel fue elevado al estatus de príncipe elector en 1803, pero esto no tuvo efecto, ya que el Sacro Imperio Romano Germánico fue desmantelado en 1806. El territorio fue anexionado por Napoleón al reino de Westfalia en 1806, pero restaurado al elector en 1813. En tanto que otros electores había ganado otros títulos, convirtiéndose en reyes o grandes duques, el elector de Hesse-Kassel solo conservó el anacrónico título. El nombre sobrevivió en el término Kurhessen, refiriéndose a la región alrededor de Kassel. En 1866, fue anexionado por Prusia, junto con la Ciudad Libre de Fráncfort, el pequeño landgraviato de Hesse-Homburg y el ducado de Nassau, que se combinaron luego en la provincia de Hesse-Nassau.
Hesse-Darmstadt fue elevado por Napoleón al estatus de un Gran Ducado en 1806, convirtiéndose en el Gran Ducado de Hesse.
A comienzos del siglo XIX y como consecuencia de las guerras Napoleónicas, el territorio que comprende este estado federado pasó a formar parte primero de la Confederación del Rin y más tarde de la Confederación Germánica.
En la guerra de 1866, luchó del lado de Austria contra Prusia, pero conservó su autonomía en la derrota porque la parte mayor del país estaba situada al sur del río Meno y Prusia no se atrevió a expandirse más allá de la línea del Meno, pues esto habría provocado a Francia. Sin embargo, las partes de Hesse-Darmstadt al norte del Meno (la región alrededor de la ciudad de Gießen, comúnmente llamado Oberhessen) fueron incorporadas en el Norddeutscher Bund, una estrecha federación de Estados alemanes creada por Prusia en 1867. En 1871, después de la derrota de Francia en la guerra franco-prusiana, el resto del Gran Ducado se unió al Imperio alemán. Alrededor del cambio de siglo, Darmstadt fue uno de los centros del Jugendstil. Hasta 1907, el Gran Ducado de Hesse usó el león blanco y rojo hessiano como escudo de armas.

### SigloXX
Este estado federado tomó su forma actual después de terminar la Segunda Guerra Mundial, tras la fusión de Hesse-Darmstadt con antiguos territorios prusianos.
La revolución de 1918 transformó Hesse-Darmstadt de una monarquía a una república, que oficialmente se renombró a sí misma "Volksstaat Hessen" (Estado Popular de Hesse). Las partes de Hesse-Darmstadt en la orilla occidental del Rin (provincia de Rheinhessen) estuvieron ocupadas por tropas francesas hasta 1930 según los términos del tratado de paz de Versalles que oficialmente dio término a la Primera Guerra Mundial en 1919.
Después de la Segunda Guerra Mundial, el territorio hessiano al oeste del Rin fue ocupado por Francia, mientras que el resto de la región formó parte de la zona de ocupación norteamericana. Los franceses separaron su parte de Hesse del resto de la región y la incorporaron al recientemente fundado estado federado de Renania-Palatinado (Rheinland-Pfalz). Estados Unidos, por otro lado, proclamó el estado de Gran Hesse (Groß-Hessen) el 19 de septiembre de 1945, a partir de Hesse-Darmstadt y la mayor parte de la anterior provincia prusiana de Hesse-Nassau. El 4 de diciembre de 1946, Groß-Hessen fue oficialmente rebautizado Hessen.

### Símbolos de Hesse
|                                 |                                   |                                          |                      |                        |
| Armas del Estado (Landeswappen) | Bandera del Estado (Landesflagge) | Bandera de Servicio (Landesdienstflagge) | Wappenzeichen (rojo) | Wappenzeichen (blanco) |

## Composición territorial

### Regiones administrativas
Hesse está dividido desde el año 1981 en tres regiones administrativas (Regierungsbezirke): Darmstadt, Gießen y Kassel, todas ellas rodeadas de cinco ciudades independientes (kreisfreie Städte) y 21 distritos rurales (Landkreise) con un total de 426 Gemeinden (Municipios).

### Distritos
Los distritos rurales (Landkreise) en el estado federado de Hesse (ordenados por su respectivos Regierungsbezirke) son los siguientes:
| Regierungsbezirk Darmstadt | Regierungsbezirk Gießen | Regierungsbezirk Kassel |  |
| --- | --- | --- |  |
| 1. Bergstraße (Heppenheim) 2. Darmstadt-Dieburg (Darmstadt, Ortsteil Kranichstein) 3. Groß-Gerau (Groß-Gerau) 4. Alto Taunus (Bad Homburg) 5. Meno-Kinzig (Gelnhausen) 6. Meno-Taunus (Hofheim am Taunus) 7. Odenwald (Erbach) 8. Offenbach (Dietzenbach) 9. Distrito de Rheingau-Taunus (Bad Schwalbach) 10. Wetterau (Friedberg) | 1. Gießen (Gießen) 2. Lahn-Dill (Wetzlar) 3. Limburg-Weilburg (Limburg) 4. Marburg-Biedenkopf (Marburg) 5. Vogelsberg (Lauterbach) | 1. Fulda (Fulda) 2. Hersfeld-Rotenburg (Bad Hersfeld) 3. Kassel (Kassel) 4. Schwalm-Eder (Homberg (Efze)) 5. Werra-Meißner (Eschwege) 6. Waldeck-Frankenberg (Korbach) |  |

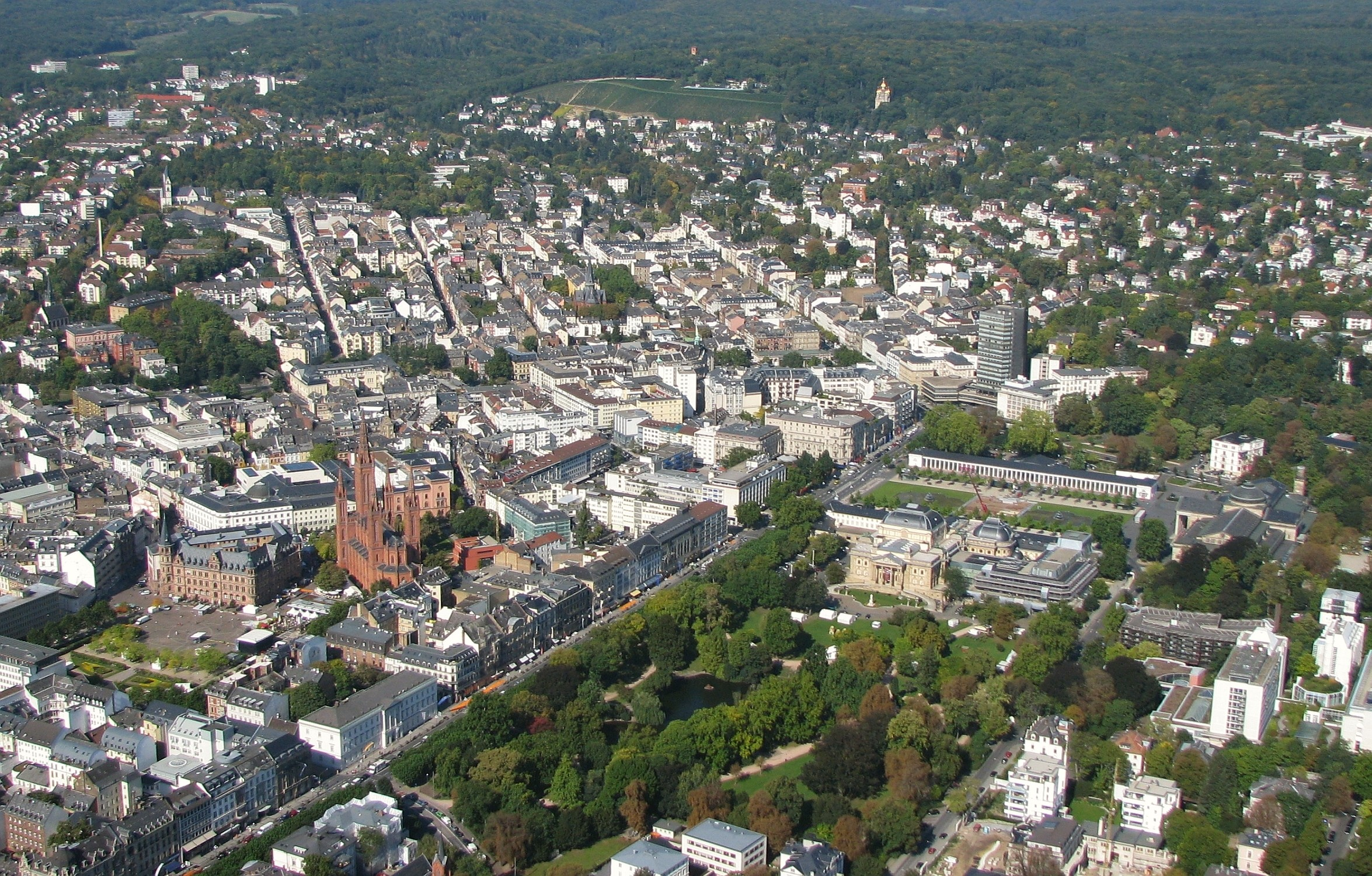
Wiesbaden

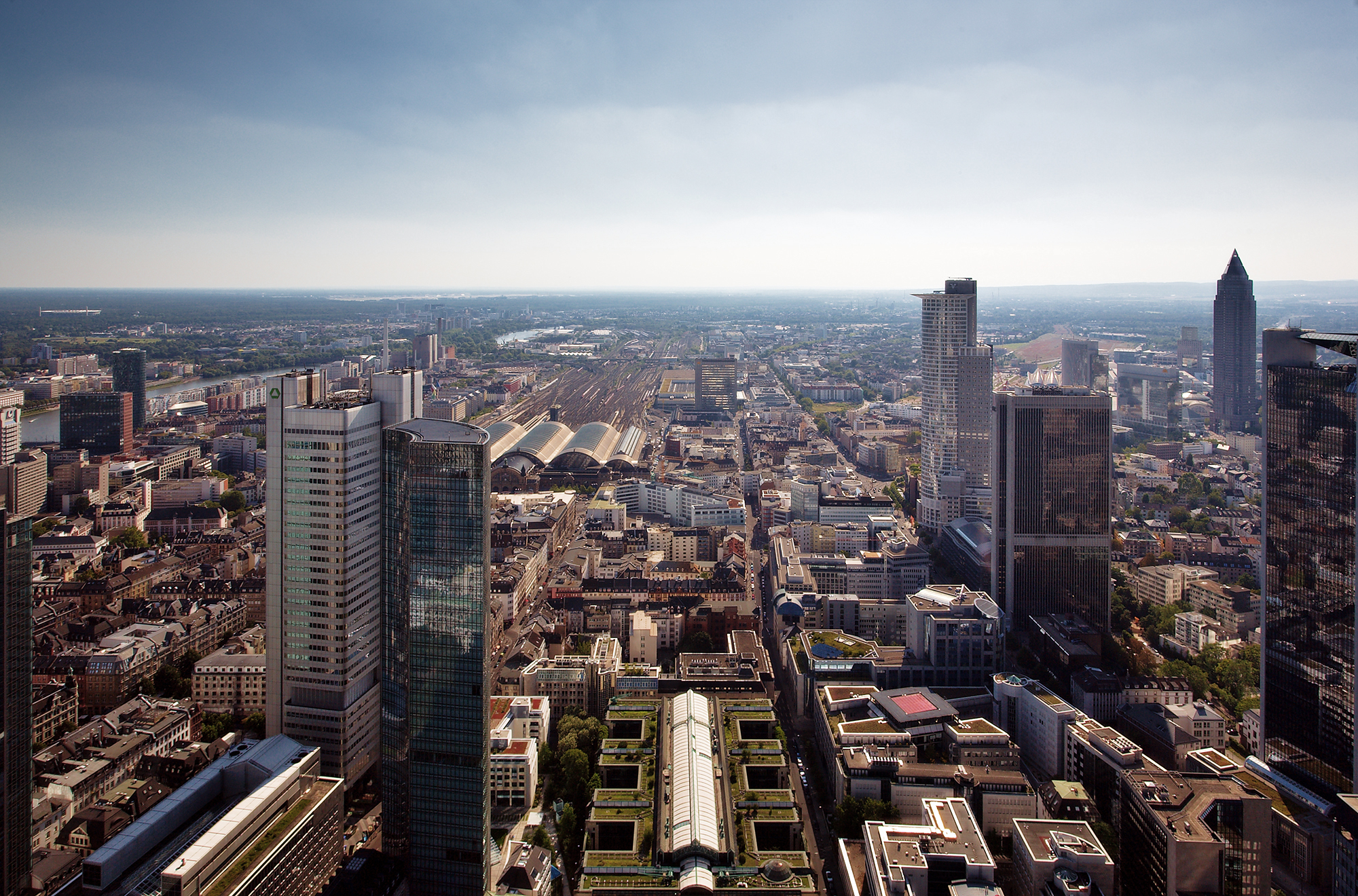
Fráncfort del Meno

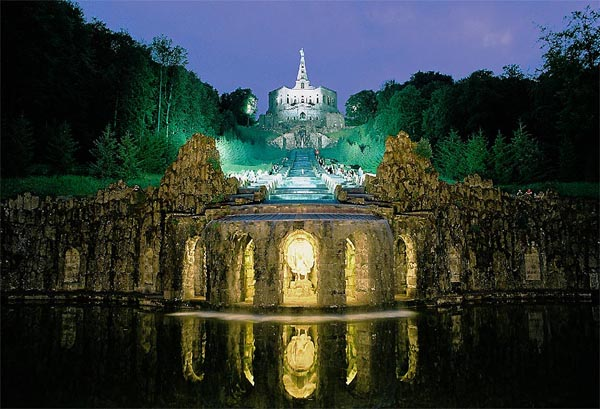
Kassel

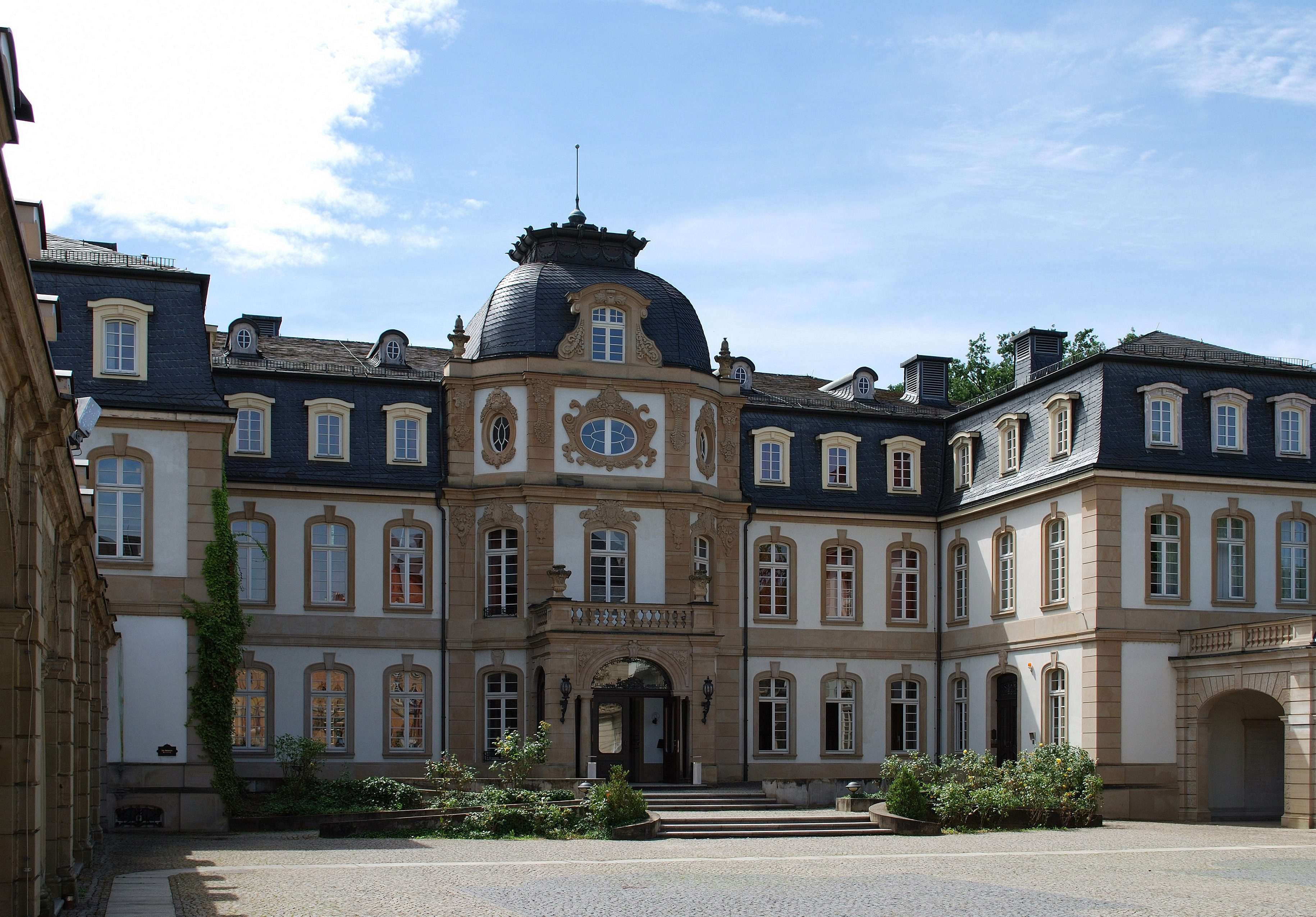
Offenbach del Meno

### Ciudades independientes
En el territorio existen las siguientes ciudades independientes:
- Darmstadt
- Fráncfort del Meno
- Kassel
- Offenbach del Meno
- Wiesbaden

### Ciudades con un estatus especial (Sonderstatusstädte)
Con la reforma realizada en 1974 algunas ciudades perdieron el estatus de grandes ciudades (größeren Städte). Según la definición local de Sonderstatusstädte, en Hesse hay 7 y son:
- Bad Homburg v. d. Höhe
- Fulda
- Gießen
- Hanau
- Marburgo
- Rüsselsheim
- Wetzlar

## Economía

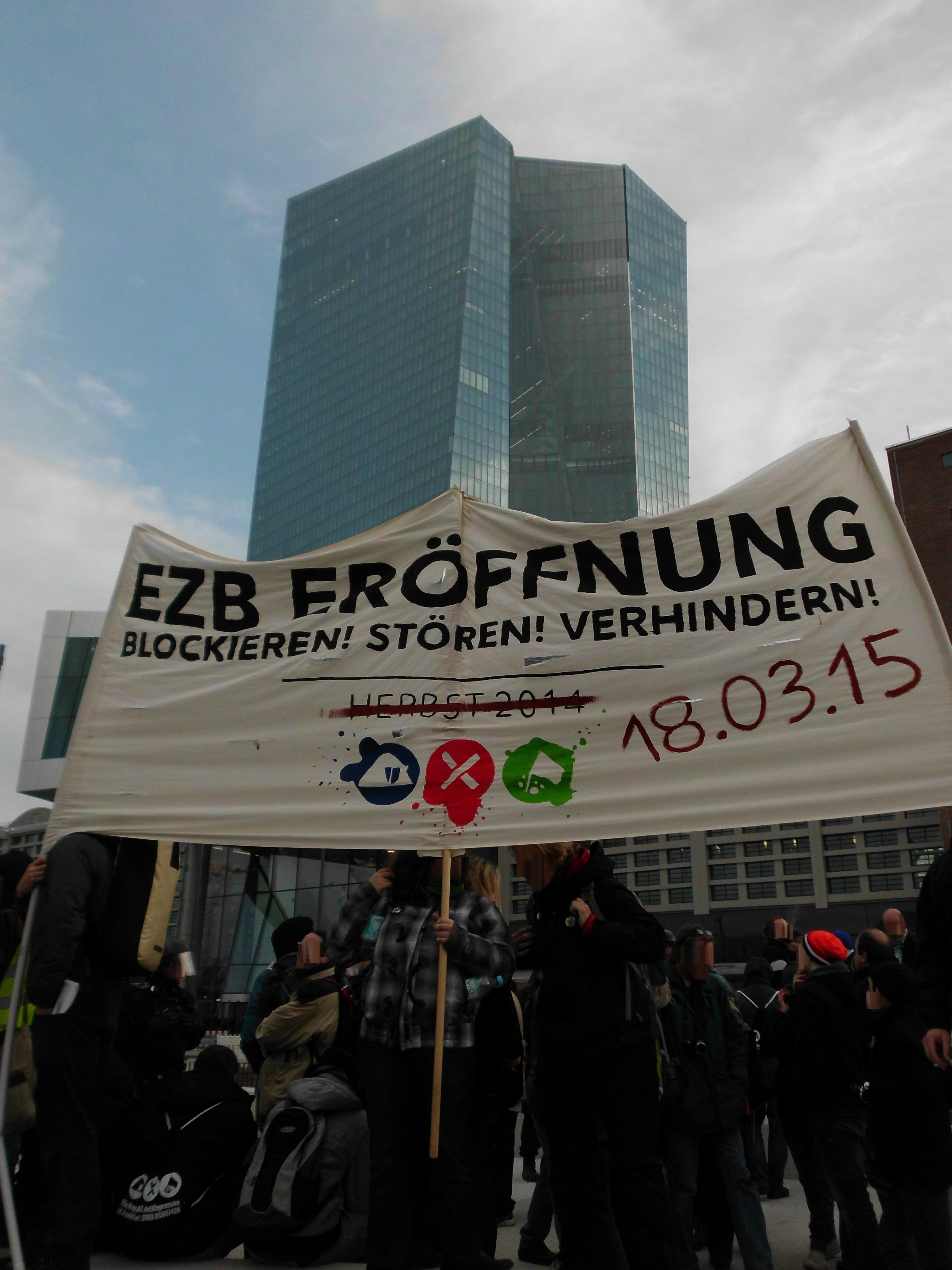
Manifestación frente al Banco Central Europeo (2014)

La pujanza económica de Hesse se basa en cuatro ramos industriales: la química, la fabricación de vehículos y de maquinaria y la electrotecnia, así como en la fuerza de atracción de Fráncfort como centro del sector terciario y plaza financiera internacional. Además lleva años generando el mayor PBI per cápita de toda Alemania y acapara poco menos de la cuarta parte de la inversión extranjera directa en este país.
Fráncfort es la sede del Banco Central Europeo (BCE) y el Deutsche Bundesbank.
El aeropuerto de la región Rin-Meno registra el mayor tráfico de mercancías de Europa y es el segundo aeropuerto europeo por número de pasajeros.

### Las empresas con más trabajadores en Hesse
|                                    | Estadísticas de 2003 |
| 1. Deutsche Lufthansa AG           | 34 500               |
| 2. Deutsche Bahn AG                | 25 000               |
| 3. Deutsche Post AG                | 24 700               |
| 4. Rewe-Zentral-Aktiengesellschaft | 23 500               |
| 5. Adam Opel GmbH                  | 20 000               |
| 6. Deutsche Telekom AG             | 19 000               |
| 7. Allianz Group                   | 17 400               |
| 8. Siemens AG                      | 16 300               |
| 9. Fraport AG                      | 15 900               |
| 10. Volkswagen                     | 15 300               |

## Cultura

### Deporte
El principal club de fútbol del estado es el Eintracht Fráncfort. El Skyliners Fráncfort juega en la Bundesliga de Baloncesto. El Frankfurt Universe juega en la German Football League de fútbol americano. El Gran Premio de Fráncfort es una carrera de ciclismo que se corre en las calles de la ciudad desde 1962 y forma parte del UCI Europe Tour.

### Religión
En 2008, el 40 % era fiel de la Iglesia Evangélica en Alemania y el 25 % era fiel de la Iglesia católica.